# Интали (Келеський район)
Интали́ (каз. Ынталы) — село у складі Келеського району Туркестанської області Казахстану. Входить до складу Ошактинського сільського округу.
У радянські часи село називалося Фрунзе.
Населення — 34 особи (2021; 54 у 2009, 85 у 1999, 105 у 1989).